# Josh Groban
Joshua Winslow Groban (Los Ángeles, California; 27 de febrero de 1981), más conocido como Josh Groban, es un cantautor, compositor y actor ocasional estadounidense. Cuatro de sus producciones como solista han sido certificadas multi-platino, y en 2007 fue nombrado como uno de los artistas con más ventas en los Estados Unidos con más de 21 millones de álbumes vendidos. Hasta la fecha, ha vendido más de 25 millones de copias en todo el mundo.

## Biografía
Su padre tiene ascendencia judía ruso-polaca pero convertido al cristianismo y su madre es de ascendencia noruega. Chris, su hermano menor, nació el mismo día que él, pero cuatro años después.
Debutó como cantante en séptimo curso, pero después lo dejó por unos años. Entre 1997 y 1998 asistió al centro Interlochen Arts Camp en Míchigan, siguiendo cursos de teatro musical, es cuando empezó a tomar lecciones de vocalización fuera de la escuela. Además, en 1998 conoció a su mentor y productor David Foster.
Asistió a Los Angeles County High School for the Arts y se graduó en 1999. Más tarde, se licenció en arte dramático en la Universidad Carnegie Mellon y un año después lo contrató Warner Bros. Records gracias a David Foster.
Groban trabajó con Foster como cantante de ensayos en varios espectáculos muy reconocidos, incluyendo la entrega de Grammys de 1999, donde, como sustituto de Andrea Bocelli, ensayó "The Prayer" con Céline Dion.

## Carrera
Groban dejó la Carnegie Mellon school después de sólo cuatro meses de su primer semestre cuando Warner Bros. Records le ofreció un contrato de grabación. Con respecto a él, Foster dijo: "Amo su habilidad natural para el pop y el rock arena, pero amo aún más sus sentido para los clásicos. Es una verdadera fuerza musical con la que se debe de contar". Por lo tanto, bajo la influencia de Foster, su primer álbum se enfocó más al estilo clásico, con canciones como "Gira Con Me" y "Alla Luce Del Sole".
Bajo el cuidado de Foster, Groban actuó en "There For Me" con Sarah Brightman en La Luna World Tour en 2000–2001 , protagonizado por ella en su concierto en DVD: "La Luna".
Poco después interpretó "There For Me" con Sarah Brightman y "For Always" con Lara Fabian para la película Inteligencia Artificial. Asimismo, comenzó a participar en numerosos espectáculos benéficos como "The Andre Agassi Grand Slam Event For Children", junto a Elton John, Stevie Wonder, Don Henley y Robin Williams, The Corrs o Ronan Keating; "Muhammad Ali's Fight Night Foundation"; "The Family Celebration" (2001) para la lucha contra el cáncer; e hizo una incursión en la televisión en dos capítulos de Ally McBeal. 
Su primer disco salió en 2001, Josh Groban y el año siguiente consiguió un disco de oro. Uno de los temas del álbum,  Canto a la vita la grabó con el grupo irlandés The Corrs, con quienes compartía productor. En febrero de 2002, actuó en la ceremonia de clausura de los Juegos Olímpicos de Salt Lake City 2002 con "The Prayer" con Charlotte Church; en noviembre de este año apareció en un especial en la PBS y en diciembre cantó en el concierto del premio Nobel de la paz en Oslo y en la Ciudad del Vaticano para el concierto de Navidad.
El 17 de noviembre de 2017 Noel vendió más de 5.000.000 copias en los Estados Unidos de acuerdo a Nielsen Music.
El 12 de marzo de 2018, se anunció las fechas de la gira de Groban's Bridges Tour con la invitada especial Idina Menzel. El tramo estadounidense de la gira comenzó el 18 de octubre de 2018, en Duluth, Georgia, y concluyó en el Madison Square Garden de Nueva York el 18 de noviembre. El tramo europeo de la gira comenzó el 12 de diciembre en el O2 Arena de Londres y concluyó el 18 de diciembre en Polonia.
El 26 de junio de 2018, Groban anunció a través de las redes sociales que su álbum Bridges se lanzaría el 21 de septiembre y contendría una versión de la canción de Céline Dion "S'il suffisait d'aimer" junto con nuevas canciones. El álbum debutó en el número dos en los Estados Unidos, y en el top 10 en el Reino Unido , y Escocia.

## Vida personal
Groban salió con las actrices January Jones de 2003 a 2006 y con Kat Dennings de 2014 a 2016. Groban ha estado saliendo con la actriz y escritora Schuyler Helford desde 2017.

## Obras de caridad

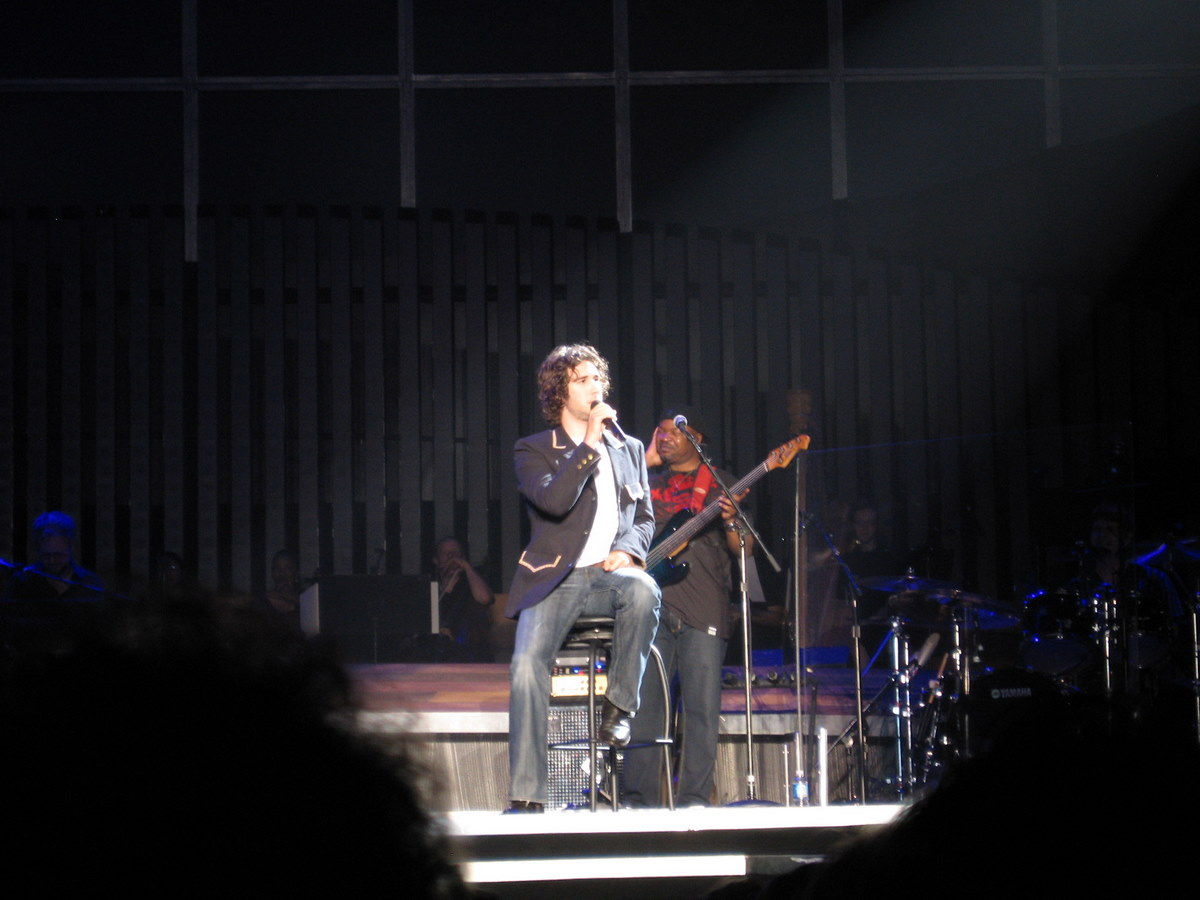
Josh Groban en concierto en Ciudad Atlántica, Estados Unidos.

Junto a su mentor David Foster, Groban ha actuado en varios eventos caritativos como VH1 Save the Music (2005), Tsunami Aid: A Concert of Hope (2005), Fifth Adopt-A-Annual Minefield concert (2005), 2nd Annual Grammy Jam (2005), Live 8 (2005), The Heart Foundation Gala (2005) y David Foster and Friends Charity Gala (2006).
Gracias a una visita a Sudáfrica con Nelson Mandela en 2004, creó la Josh Groban Foundation para ayudar a niños con necesidades educativas, sanitarias y artísticas. Mandela lo eligió como embajador oficial de su proyecto 46664, a favor de las víctimas del sida en África. Recientemente participó en la versión de la canción We Are The World para ayudar a las víctimas del terremoto de Haití (2010).

## Discografía
| Año de publicación | Título          | Discográfica                            | Certificaciones y ventas |
| ------------------ | --------------- | --------------------------------------- | --- |
| 2001               | Josh Groban     | 143/Reprise Records                     | Disco Multi-Platino en EE. UU. (ventas de más de 4.000.000) y Canadá (ventas de más de 400.000) / Disco de Oro en Inglaterra.                              |
| 2003               | Closer          | 143/Reprise Records                     | Disco Multi-Platino en Estados Unidos (ventas de más de 5.000.000) y Canadá (ventas de más de 400.000).                                                    |
| 2006               | Awake           | 143/Reprise Records                     | Disco Multi-Platino en Estados Unidos (ventas de más de 2.000.000) y Canadá (ventas de más de 200.000).                                                    |
| 2007               | Noel            | 143/Reprise Records                     | Disco Multi-Platino en Estados Unidos (ventas de más de 5.000.000) y Canadá (ventas de más de 300.000) / Disco de Oro en Suiza y Polonia.                  |
| 2010               | Illuminations   | 143/Reprise Records                     | Disco de Platino en Estados Unidos (ventas de más de 1.000.000) y Canadá (ventas de más de 100.000).                                                       |
| 2013               | All that Echoes | 143/Reprise Records                     | Disco de oro en Canadá (ventas de más de 40.000). Disco de plata en Reino Unido (ventas de más de 60.000), en Estados Unidos vendió más de 300.000 copias. |
| 2020               | Harmony         | WMG (en nombre de Warner Records Label) | |

### Conciertos y contribuciones varias
- Josh Groban In Concert - 2002
- CHESS: Actors' Benefit Fund Concert - 2003
- Live At The Greek - 2004
- Come Together Now - Hurricane Relief Concert - 2005
- Josh Groban Tour - 2007
- Sarah Brightman: La Luna: Live in Concert (DVD) - 2001-2002
- A.I. - Artificial Intelligence - 2001
- Enchantment - 2001
- Prelude: The Best of Charlotte Church - 2002
- Enchantment: Charlotte Church (DVD) - 2002
- Duets con Barbra Streisand - 2002
- Concert for World Children's Day (DVD) - 2003
- Troya BSO - 2004 - "Remember" con Tanja Tzarovska
- El Expreso Polar BSO - 2004 - "Believe"
- Hurricane Relief - Come Together Now: "Alla Luce Del Sole" & "Tears in Heaven" - 2005
- Lady in the Water - 2006 - "Mi Mancherai (Il Postino)"
- Barbara Cook at the Met (CD) - 2006
- American Music Awards - 2006 con "February Song"
- Kennedy Center Honors - 2006 con "Music of the Night"
- Chris Botti: - 2008 - Chris Botti in Boston
- Nelly Furtado: - 2009 - Mi Plan con "Silencio"
- We are the world: Haiti: - 2010 varios artistas.
- Straight to you Tour: - 2011
- Tony Bennett: "This Is All I Ask", Duets II - 2011
- Laura Pausini : - 2013 - All That Echoes con "E ti prometterò"
- Soundtrack "Beauty and the Beast" - 2017 - Evermore "

### Televisión
- Ally McBeal. Cuarta temporada en "The Wedding" con la canción "You're Still You", y quinta temporada en "Nine One One" con la canción "To Where You Are".
- Glee, primera temporada en "Acafellas", interpretándose a sí mismo y en "Journey" como parte del jurado en las Regionales.
- The Office. Octava y novena temporada, es el hermano de Andy Bernard (Ed Helms).
- CSI NY. Novena temporada, Episodio 16 "Blood Actually". Interpretando "Happy in my heartache" al piano, mientras Mac y su novia bailan.
- Los Simpsons. Episodio 20x9 "Lisa la reina del drama". Aunque en esta ocasión no figura el cantante como un personaje, Lisa Simpson y su amiga Juliet imaginan un mundo de fantasía denominado Equalia. Ambas tienen en común un amor hacia Josh Groban, por lo que a lo largo del episodio, fragmentos de diferentes canciones suenan en distintos momentos.
- Los Muppets. Temporada 1 Episodio 2. Miss Piggy tiene una crisis de nervios al ver que se acerca la fecha de un evento y no tiene compañero. Kermit decide conseguirle a Josh. Para ello lo invita al programa de Los Muppets donde planea proponérselo. Las cosas se salen de lugar cuando no solo Josh y Miss Piggy comenzaron a salir, sino también cuando ella intenta modificar el programa sobre la base de sugerencias de Josh.
- It's Always Sunny in Philadelphia. Episodio 09x06 interpretándose a sí mismo como pareja de Dee Reynolds. Este episodio es el número 100 de la serie.

### Cine
En una comedia llamada Crazy, Stupid Love, una película protagonizada por Emma Stone y Steve Carell, de 2011, Groban interpretó a un personaje llamado Richard, un abogado desvergonzado y nerd.
Recientemente Groban ha cantado en una serie de sketches cómicos en los programas de después de hora, incluyendo Jimmy Kimmel Live, The Late Show con David Letterman, (donde se realizó el "Top Ten List": "Las diez canciones de Josh Groban Rechazado) y Tonight, el Show con Jay Leno.